# Правовое воздействие
Правовое воздействие —  процесс влияния права на общественную жизнь, сознание и поведение людей с помощью как правовых, так и неправовых средств.
Правовое воздействие на человека осуществляется по двум каналам:
1) информационному — с помощью правовых норм до сведения участников доводится позиция, которую занимает государство относительно разрешённого, необходимого или запрещённого поведения;
2) ценностно-ориентационному  — с помощью права осуществляется усвоение обществом его ценностей, которые наработаны человечеством и наследственные, переходящие из поколения в поколение.
Правовое воздействие во многом сводится к информативной и воспитательной роли права, усилить которую могут пропаганда правовых знаний, система широкого юридического образования.

## Различия между правовым регулированием и правовым воздействием

### по объёму
- предмет правового воздействия объёмней, чем предмет правового регулирования — его составляют отношения, которые не регулируются правом, но на которые распространяется действие права;

### по содержанию
- в правовом воздействии не всегда есть точное юридическое мероприятие (кроме норм права, он содержит в себе другие социальные средства и формы влияния на поведение людей), тогда как в правовом регулировании он является обязательным (регулировка происходит с помощью определённой правовой нормы).

По главным особенностям своего содержания правовое воздействие является не специфически правовым, а общим, в котором действует не право как совокупность норм, а «дух» права, прослеживается влияние права на систему общественных отношений, потенциал психического склада личности, её правовое сознание и культуру. Когда содержание права проходит через сознание людей, она становится правосознанием. Люди должны вести себя одинаково в однотипной ситуации, если право устанавливает определенные правила поведения. Вырабатывается стандарт поведения, формируется общая нормативная культура как непосредственная предпосылка законопослушности граждан. Это и есть правовое воздействие на поведение людей.

### по механизму реализации права
- в правовом регулировании право реализуется через его механизм — систему правовых средств и форм (нормы права, правоотношения, акты реализации и применения норм права и проч.), тогда как правовое воздействие осуществляется с помощью системы неюридических средств — идеологических, психологических, информационных и других механизмов.